# Wieteke Cramer
Wieteke Harmanna Cramer (ur. 13 czerwca 1981 w Lemmer) – holenderska łyżwiarka szybka, brązowa medalistka mistrzostw świata.

## Kariera
Największy sukces w karierze Wieteke Cramer osiągnęła w 2004 roku, kiedy zdobyła brązowy medal podczas wielobojowych mistrzostw świata w Hamar. W zawodach tych wyprzedziły ją jedynie rodaczka, Renate Groenewold oraz Niemka Claudia Pechstein. W poszczególnych biegach Cramer  zajmowała tam trzecie miejsce na 500 m, szóste na 3000 m, dziewiąte na 1500 m oraz czwarte na dystansie 5000 m. Na rozgrywanych w 2001 roku mistrzostwach Europy w Baselga di Pinè również zajęła trzecie miejsce, tym razem ulegając dwóm Niemkom: Gundzie Niemann-Stirnemann i Claudii Pechstein. Tylko w jednym biegu Holenderka znalazła się w czołowej trójce, zajmując trzecie miejsce na dystansie 5000 m. W tym samym roku była też między innymi piąta w biegu na 5000 m podczas dystansowych mistrzostw świata w Salt Lake City. Zdobyła również srebrny medal w wieloboju podczas mistrzostw świata juniorów w Seinäjoki w 2000 roku. Wielokrotnie startowała w zawodach Pucharu Świata, ale nigdy nie stanęła na podium zawodów indywidualnych. Dokonała tego dwukrotnie w zawodach drużynowych: 3 lutego w Turynie i 18 lutego 2007 roku w Erfurcie wspólnie z koleżankami zajmowała trzecie miejsce. Nigdy nie wystąpiła na igrzyskach olimpijskich. Kilkukrotnie zdobywała medale mistrzostw Holandii, w tym w 2000 roku wygrała na dystansie 1500 m, a sześć lat później była najlepsza w wieloboju.